# تلاش جنگی

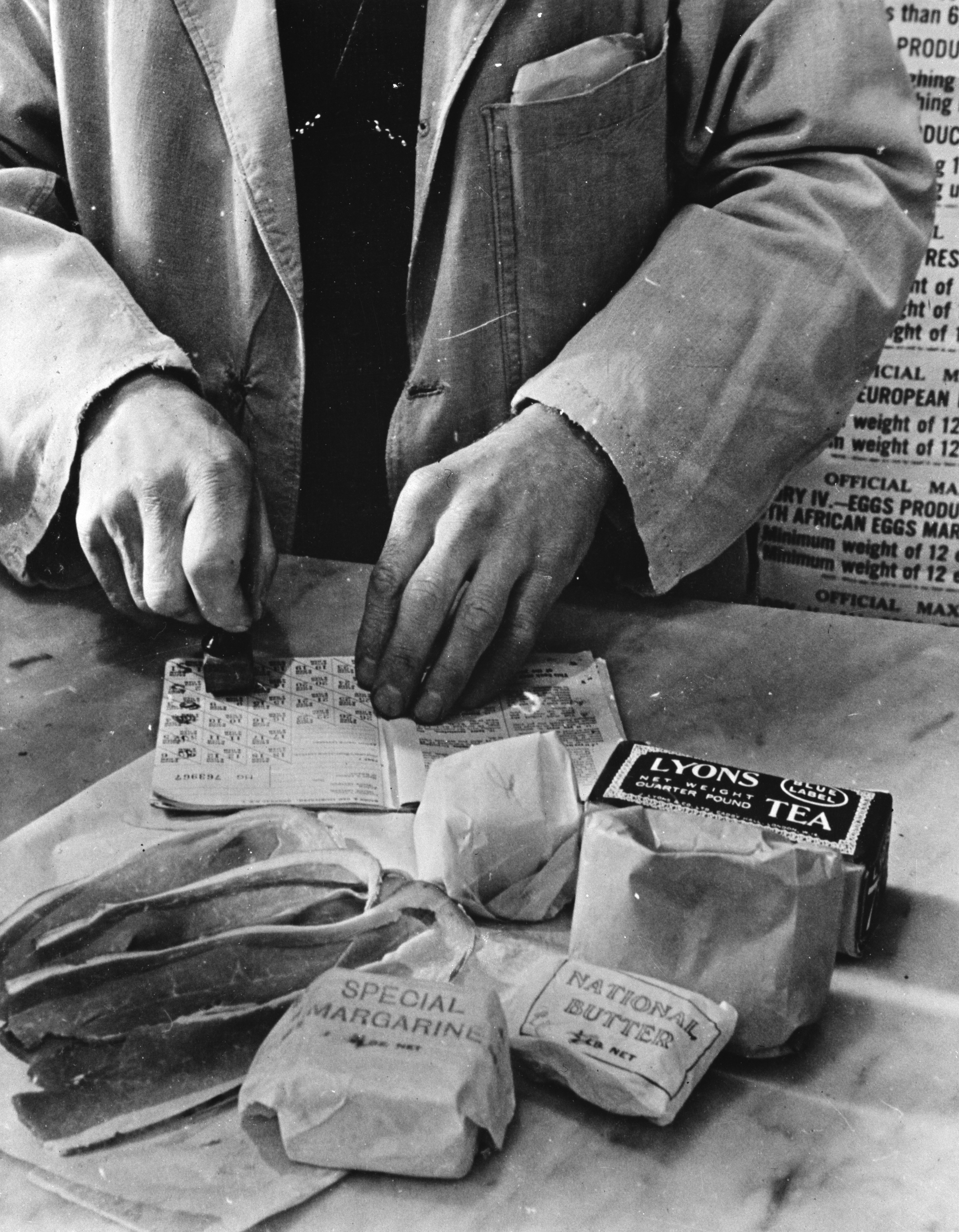
جیره‌بندی غیرنظامی: یک مغازه‌دار کوپن‌های موجود در جیره‌بندی یک زن خانه‌دار بریتانیایی را باطل می‌کند.

در سیاست و برنامه ریزی نظامی ، تلاش جنگی بسیج هماهنگ منابع جامعه — اعم از صنعتی و انسانی — برای حمایت از یک نیروی نظامی است. بسته به نظامی شدن فرهنگ، اندازه نسبی نیروهای مسلح و جامعه حامی آنها، سبک حکومت و حمایت معروف از اهداف نظامی، چنین تلاش جنگی می‌تواند از صنایع کوچک تا فرماندهی کامل جامعه را شامل شود.